# دافنه زمستانی
دافنه زمستانی (نام علمی: Daphne odora) نام یک گونه از سرده دافنه است.